# Нововасильевское (Лотошинский район)
Нововасильевское — деревня в Лотошинском районе Московской области России.
Относится к городскому поселению Лотошино, до реформы 2006 года относилась к Кировскому сельскому округу. Население — 119 чел. (2010).

## География
Расположена в северо-восточной части городского поселения, примерно в 5 км к северо-востоку от районного центра — посёлка городского типа Лотошино, между рекой Лобью и её притоком — рекой Частеной. Соседние населённые пункты — деревни Макарово, Турово, а также Теребетово сельского поселения Ошейкинское. Автобусное сообщение с райцентром.

## Исторические сведения
На карте Тверской губернии 1850 года А. И. Менде и на специальной карте Европейской России 1871 года И. А. Стрельбицкого — Васильевская.
По сведениям 1859 года — село Татьянковской волости Старицкого уезда Тверской губернии (Ново-Васильевский приход) в 58 верстах от уездного города, на возвышенности, с 36 дворами, 6 прудами, 5 колодцами и 232 жителями (115 мужчин, 117 женщин).
В «Списке населённых мест» 1862 года Васильевское — казённая деревня 2-го стана Старицкого уезда по Волоколамскому тракту, при колодцах, в 58 верстах от уездного города, с 35 дворами и 234 жителями (114 мужчин, 120 женщин).
В 1886 году — 40 дворов, 250 жителей (116 мужчин, 134 женщины), 38 семей.
В 1915 году насчитывалось 58 дворов, а деревня относилась к Федосовской волости.
С 1929 года — населённый пункт в составе Лотошинского района Московской области.

## Население
| 1859 | 1886 | 2002 | 2006 | 2010 |
| ---- | ---- | ---- | ---- | ---- |
| 234  | ↗250 | ↘176 | ↗197 | ↘119 |

## Достопримечательности

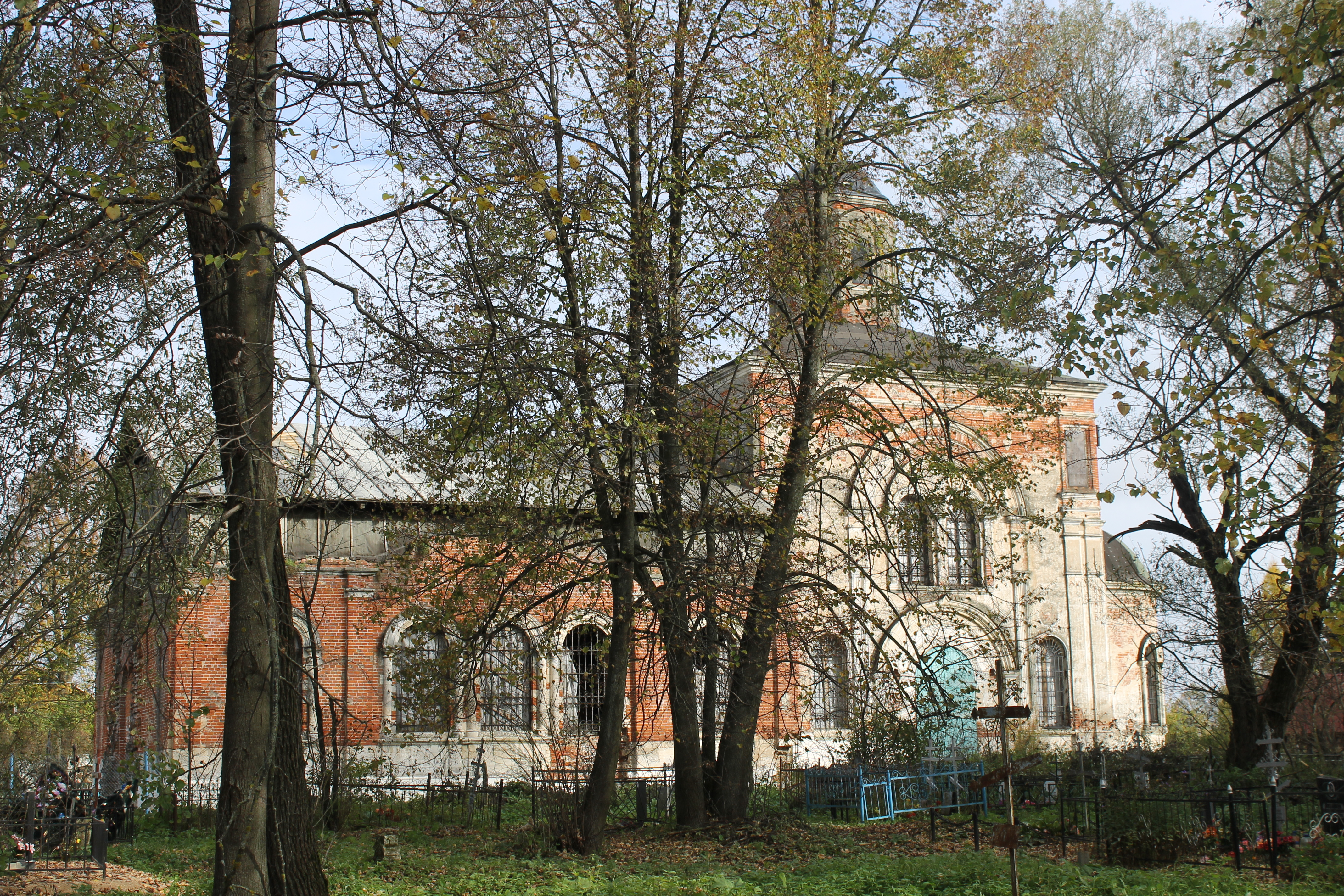
Церковь Покрова Пресвятой Богородицы в Нововасильевском

- Братская могила советских воинов, погибших в годы Великой Отечественной войны 1941—1945 гг.[14]
- Кирпичная церковь Покрова Пресвятой Богородицы. Построена в 1868 году в русско-византийском стиле[15]. Памятник архитектуры[16].